# Lijst van medaillewinnaars op de Olympische Zomerspelen 2020
Deze pagina geeft een totaal overzicht van de medaillewinnaars op de Olympische Zomerspelen 2020 in Tokio, Japan. Hierbij is de indeling alfabetisch gerangschikt op basis van de olympische sporten en binnen de sporten op discipline. De teamsporten zijn geheel onderaan in een tabel samengevat.

## Atletiek
Mannen
| Onderdeel            | Goud    | Goud                                                                                                 | Zilver | Zilver                                                                         | Brons | Brons                                                   |
| -------------------- | ------- | --- | ------ | ------------------------------------------------------------------------------ | ----- | ------------------------------------------------------- |
| 100 m                | ITA     | Marcell Jacobs                                                                                       | USA    | Fred Kerley                                                                    | CAN   | Andre De Grasse                                         |
| 200 m                | CAN     | Andre De Grasse                                                                                      | USA    | Kenneth Bednarek                                                               | USA   | Noah Lyles                                              |
| 400 m                | BAH     | Steven Gardiner                                                                                      | COL    | Anthony Zambrano                                                               | GRN   | Kirani James                                            |
| 800 m                | KEN     | Emmanuel Korir                                                                                       | KEN    | Ferguson Rotich                                                                | POL   | Patryk Dobek                                            |
| 1500 m               | NOR     | Jakob Ingebrigtsen                                                                                   | KEN    | Timothy Cheruiyot                                                              | GBR   | Josh Kerr                                               |
| 5000 m               | UGA     | Joshua Cheptegei                                                                                     | CAN    | Mohammed Ahmed                                                                 | USA   | Paul Chelimo                                            |
| 10.000 m             | ETH     | Selemon Barega                                                                                       | UGA    | Joshua Cheptegei                                                               | UGA   | Jacob Kiplimo                                           |
| 110 m horden         | JAM     | Hansle Parchment                                                                                     | USA    | Grant Holloway                                                                 | JAM   | Ronald Levy                                             |
| 400 m horden         | NOR     | Karsten Warholm                                                                                      | USA    | Rai Benjamin                                                                   | BRA   | Alison dos Santos                                       |
| 3000 m steeplechase  | MAR     | Soufiane El Bakkali                                                                                  | ETH    | Lamecha Girma                                                                  | KEN   | Benjamin Kigen                                          |
| 4x 100 m             | ITA     | Eseosa Desalu Marcell Jacobs Lorenzo Patta Filippo Tortu                                             | GBR    | Zharnel Hughes Richard Kilty Nethaneel Mitchell-Blake Chijindu Ujah            | CAN   | Jerome Blake Aaron Brown Andre De Grasse Brendon Rodney |
| 4x 400 m             | USA     | Rai Benjamin Michael Cherry Bryce Deadmon Michael Norman Vernon Norwood Randolph Ross Trevor Stewart | NED    | Terrence Agard Ramsey Angela Liemarvin Bonevacia Tony van Diepen Jochem Dobber | BOT   | Isaac Makwala Bayapo Ndori Zibane Ngozi Baboloki Thebe  |
| Marathon             | KEN     | Eliud Kipchoge                                                                                       | NED    | Abdi Nageeye                                                                   | BEL   | Bashir Abdi                                             |
| 20 km snelwandelen   | ITA     | Massimo Stano                                                                                        | JPN    | Koki Ikeda                                                                     | JPN   | Toshikazu Yamanishi                                     |
| 50 km snelwandelen   | POL     | Dawid Tomala                                                                                         | GER    | Jonathan Hilbert                                                               | CAN   | Evan Dunfee                                             |
| Verspringen          | GRE     | Miltiadis Tentoglou                                                                                  | CUB    | Juan Miguel Echevarría                                                         | CUB   | Maykel Massó                                            |
| Hink-stap-springen   | POR     | Pedro Pablo Pichardo                                                                                 | CHN    | Zhu Yaming                                                                     | BUR   | Hugues Fabrice Zango                                    |
| Hoogspringen         | QAT ITA | Mutaz Essa Barshim Gianmarco Tamberi                                                                 |        |                                                                                | BLR   | Maksim Nedasekov                                        |
| Polsstokhoogspringen | SWE     | Armand Duplantis                                                                                     | USA    | Christopher Nilsen                                                             | BRA   | Thiago Braz da Silva                                    |
| Kogelstoten          | USA     | Ryan Crouser                                                                                         | USA    | Joe Kovacs                                                                     | NZL   | Tomas Walsh                                             |
| Discuswerpen         | SWE     | Daniel Ståhl                                                                                         | SWE    | Simon Pettersson                                                               | AUT   | Lukas Weißhaidinger                                     |
| Speerwerpen          | IND     | Neeraj Chopra                                                                                        | CZE    | Jakub Vadlejch                                                                 | CZE   | Vítězslav Veselý                                        |
| Kogelslingeren       | POL     | Wojciech Nowicki                                                                                     | NOR    | Eivind Henriksen                                                               | POL   | Paweł Fajdek                                            |
| Tienkamp             | CAN     | Damian Warner                                                                                        | FRA    | Kévin Mayer                                                                    | AUS   | Ashley Moloney                                          |

Vrouwen
| Onderdeel            | Goud | Goud | Zilver | Zilver                                                                                                 | Brons | Brons                                                                                                   |
| -------------------- | ---- | --- | ------ | --- | ----- | --- |
| 100 m                | JAM  | Elaine Thompson-Herah                                                                                                | JAM    | Shelly-Ann Fraser-Pryce                                                                                | JAM   | Shericka Jackson                                                                                        |
| 200 m                | JAM  | Elaine Thompson-Herah                                                                                                | NAM    | Christine Mboma                                                                                        | USA   | Gabrielle Thomas                                                                                        |
| 400 m                | BAH  | Shaunae Miller-Uibo                                                                                                  | DOM    | Marileidy Paulino                                                                                      | USA   | Allyson Felix                                                                                           |
| 800 m                | USA  | Athing Mu | GBR    | Keely Hodgkinson                                                                                       | USA   | Raevyn Rogers                                                                                           |
| 1500 m               | KEN  | Faith Chepngetich Kipyegon                                                                                           | GBR    | Laura Muir                                                                                             | NED   | Sifan Hassan                                                                                            |
| 5000 m               | NED  | Sifan Hassan | KEN    | Hellen Obiri                                                                                           | ETH   | Gudaf Tsegay                                                                                            |
| 10.000 m             | NED  | Sifan Hassan | BRN    | Kalkidan Gezahegne                                                                                     | ETH   | Letesenbet Gidey                                                                                        |
| 100 m horden         | PUR  | Jasmine Camacho-Quinn                                                                                                | USA    | Kendra Harrison                                                                                        | JAM   | Megan Tapper                                                                                            |
| 400 m horden         | USA  | Sydney McLaughlin | USA    | Dalilah Muhammad                                                                                       | NED   | Femke Bol                                                                                               |
| 3000 m steeplechase  | UGA  | Peruth Chemutai | USA    | Courtney Frerichs                                                                                      | KEN   | Hyvin Kiyeng Jepkemoi                                                                                   |
| 4x 100 m             | JAM  | Remona Burchell Shelly-Ann Fraser-Pryce Shericka Jackson Natasha Morrison Elaine Thompson-Herah Briana Williams      | USA    | Teahna Daniels English Gardner Aleia Hobbs Javianne Oliver Jenna Prandini Gabrielle Thomas             | GBR   | Dina Asher-Smith Imani Lansiquot Daryll Neita Asha Philip                                               |
| 4x 400 m             | USA  | Kendall Ellis Allyson Felix Lynna Irby Wadeline Jonathas Sydney McLaughlin Athing Mu Dalilah Muhammad Kaylin Whitney | POL    | Iga Baumgart-Witan Małgorzata Hołub-Kowalik Natalia Kaczmarek Anna Kiełbasińska Justyna Święty-Ersetic | JAM   | Junelle Bromfield Shericka Jackson Roneisha McGregor Candice McLeod Janieve Russell Stacey-Ann Williams |
| Marathon             | KEN  | Peres Jepchirchir | KEN    | Brigid Kosgei                                                                                          | USA   | Molly Seidel                                                                                            |
| 20 km snelwandelen   | ITA  | Antonella Palmisano                                                                                                  | COL    | Sandra Arenas                                                                                          | CHN   | Liu Hong                                                                                                |
| Verspringen          | GER  | Malaika Mihambo | USA    | Brittney Reese                                                                                         | NGR   | Ese Brume                                                                                               |
| Hink-stap-springen   | VEN  | Yulimar Rojas | POR    | Patrícia Mamona                                                                                        | ESP   | Ana Peleteiro                                                                                           |
| Hoogspringen         | ROC  | Maria Lasitskene | AUS    | Nicola McDermott                                                                                       | UKR   | Jaroslava Mahoetsjich                                                                                   |
| Polsstokhoogspringen | USA  | Katie Nageotte | ROC    | Anzjelika Sidorova                                                                                     | GBR   | Holly Bradshaw                                                                                          |
| Kogelstoten          | CHN  | Gong Lijiao | USA    | Raven Saunders                                                                                         | NZL   | Valerie Adams                                                                                           |
| Discuswerpen         | USA  | Valarie Allman | GER    | Kristin Pudenz                                                                                         | CUB   | Yaimé Pérez                                                                                             |
| Speerwerpen          | CHN  | Liu Shiying | POL    | Maria Andrejczyk                                                                                       | AUS   | Kelsey-Lee Barber                                                                                       |
| Kogelslingeren       | POL  | Anita Włodarczyk | CHN    | Wang Zheng                                                                                             | POL   | Malwina Kopron                                                                                          |
| Zevenkamp            | BEL  | Nafissatou Thiam | NED    | Anouk Vetter                                                                                           | NED   | Emma Oosterwegel                                                                                        |

Gemengd
| Onderdeel | Goud | Goud | Zilver | Zilver                                                                                      | Brons | Brons |
| --------- | ---- | --- | ------ | ------------------------------------------------------------------------------------------- | ----- | --- |
| 4x 400 m  | POL  | Iga Baumgart-Witan Małgorzata Hołub-Kowalik Natalia Kaczmarek Justyna Święty-Ersetic Kajetan Duszyński Dariusz Kowaluk Karol Zalewski | DOM    | Anabel Medina Ventura Marileidy Paulino Lidio Andrés Feliz Alexander Ogando Luguelín Santos | USA   | Kendall Ellis Lynna Irby Taylor Manson Kaylin Whitney Bryce Deadmon Elija Godwin Vernon Norwood Trevor Stewart |

## Badminton
| Onderdeel          | Goud | Goud                          | Zilver | Zilver                    | Brons | Brons                         |
| ------------------ | ---- | ----------------------------- | ------ | ------------------------- | ----- | ----------------------------- |
| Enkelspel (m)      | DEN  | Viktor Axelsen                | CHN    | Chen Long                 | INA   | Anthony Sinisuka Ginting      |
| Dubbelspel (m)     | TPE  | Lee Yang Wang Chi-lin         | CHN    | Li Junhui Liu Yuchen      | MAS   | Aaron Chia Soh Wooi Yik       |
|                    |      |                               |        |                           |       |                               |
| Gemengd dubbelspel | CHN  | Huang Dongping Wang Yilyu     | CHN    | Huang Yaqiong Zheng Siwei | JPN   | Arisa Higashino Yuta Watanabe |
|                    |      |                               |        |                           |       |                               |
| Enkelspel (v)      | CHN  | Chen Yufei                    | TPE    | Tai Tzu-ying              | IND   | Pusarla V. Sindhu             |
| Dubbelspel (v)     | INA  | Greysia Polii Apriyani Rahayu | CHN    | Chen Qingchen Jia Yifan   | KOR   | Kim So-yeong Kong Hee-yong    |

## Basketbal

### 3x3
| Onderdeel | Goud | Goud                                                      | Zilver | Zilver                                                           | Brons | Brons                                                                 |
| --------- | ---- | --------------------------------------------------------- | ------ | ---------------------------------------------------------------- | ----- | --------------------------------------------------------------------- |
| Mannen    | LAT  | Agnis Čavars Edgars Krūmiņš Kārlis Lasmanis Nauris Miezis | ROC    | Ilja Karpjonkov Kirill Pisklov Stanislav Sjarov Aleksandr Zoejov | SRB   | Dušan Domović Bulut Dejan Majstorović Aleksandar Ratkov Mihailo Vasić |
|           |      |                                                           |        |                                                                  |       |                                                                       |
| Vrouwen   | USA  | Stefanie Dolson Allisha Gray Kelsey Plum Jackie Young     | ROC    | Jevgenia Frolkina Olga Frolkina Joelia Kozik Anastasia Logoenova | CHN   | Wan Jiyuan Wang Lili Yang Shuyu Zhang Zhiting                         |

## Boksen
Mannen
| Onderdeel           | Goud | Goud                 | Zilver | Zilver                  | Brons   | Brons                               |
| ------------------- | ---- | -------------------- | ------ | ----------------------- | ------- | ----------------------------------- |
| Vlieg (-52 kg)      | GBR  | Galal Yafai          | PHI    | Carlo Paalam            | KAZ JPN | Saken Bibossinov Ryomei Tanaka      |
| Veder (-57 kg)      | ROC  | Albert Batyrgaziejev | USA    | Duke Ragan              | CUB GHA | Lázaro Álvarez Samuel Takyi         |
| Licht (-63 kg)      | CUB  | Andy Cruz            | USA    | Keyshawn Davis          | ARM AUS | Chovhannes Batsjkov Harry Garside   |
| Welter (-69 kg)     | CUB  | Roniel Iglesias      | GBR    | Pat McCormack           | IRL ROC | Aidan Walsh Andrej Zamkovoj         |
| Midden (-75 kg)     | BRA  | Hebert Conceição     | UKR    | Oleksandr Chyzjnjak     | ROC PHI | Gleb Baksji Eumir Marcial           |
| Halfzwaar (-81 kg)  | CUB  | Arlen López          | GBR    | Benjamin Whittaker      | AZE ROC | Loren Alfonso Imam Chatajev         |
| Zwaar (-91 kg)      | CUB  | Julio César La Cruz  | ROC    | Moeslim Gadzjimagomedov | NZL BRA | David Nyika Abner Teixeira          |
| Superzwaar (+91 kg) | UZB  | Bahodir Jalolov      | USA    | Richard Torrez          | GBR KAZ | Frazer Clarke Kamsjybek Koenkabajev |

Vrouwen
| Onderdeel       | Goud | Goud              | Zilver | Zilver             | Brons   | Brons                                   |
| --------------- | ---- | ----------------- | ------ | ------------------ | ------- | --------------------------------------- |
| Vlieg (51 kg)   | BUL  | Stoyka Krasteva   | TUR    | Buse Naz Çakıroğlu | TPE JPN | Huang Hsiao-wen Tsukimi Namiki          |
| Veder (-57 kg)  | JPN  | Sena Irie         | PHI    | Nesthy Petecio     | GBR ITA | Karriss Artingstall Irma Testa          |
| Licht (-60 kg)  | IRL  | Kellie Harrington | BRA    | Beatriz Ferreira   | FIN THA | Mira Potkonen Sudaporn Seesondee        |
| Welter (-69 kg) | TUR  | Busenaz Sürmeneli | CHN    | Gu Hong            | IND USA | Lovlina Borgohain Oshae Jones           |
| Midden (-75 kg) | GBR  | Lauren Price      | CHN    | Li Qian            | NED ROC | Nouchka Fontijn Zemfira Magomedaliejeva |

## Boogschieten
| Onderdeel       | Goud | Goud                                | Zilver | Zilver                                         | Brons | Brons                                        |
| --------------- | ---- | ----------------------------------- | ------ | ---------------------------------------------- | ----- | -------------------------------------------- |
| Individueel (m) | TUR  | Mete Gazoz                          | ITA    | Mauro Nespoli                                  | JPN   | Takaharu Furukawa                            |
| Team (m)        | KOR  | Kim Je-deok Kim Woo-jin Oh Jin-hyek | TPE    | Deng Yu-cheng Tang Chih-chun Wei Chun-heng     | JPN   | Takaharu Furukawa Yuki Kawata Hiroki Muto    |
|                 |      |                                     |        |                                                |       |                                              |
| Individueel (v) | KOR  | An San                              | ROC    | Jelena Osipova                                 | ITA   | Lucilla Boari                                |
| Team (v)        | KOR  | An San Jang Min-hee Kang Chae-young | ROC    | Svetlana Gomboeva Jelena Osipova Ksenia Perova | GER   | Michelle Kroppen Charline Schwarz Lisa Unruh |
|                 |      |                                     |        |                                                |       |                                              |
| Gemengd team    | KOR  | An San Kim Je-deok                  | NED    | Gabriela Schloesser Steve Wijler               | MEX   | Alejandra Valencia Luis Alvarez              |

## Gewichtheffen
Mannen
| Onderdeel            | Goud | Goud             | Zilver | Zilver               | Brons | Brons                 |
| -------------------- | ---- | ---------------- | ------ | -------------------- | ----- | --------------------- |
| Bantam (-61 kg)      | CHN  | Li Fabin         | INA    | Eko Yuli Irawan      | KAZ   | Igor Son              |
| Veder (-67 kg)       | CHN  | Chen Lijun       | COL    | Luis Javier Mosquera | ITA   | Mirko Zanni           |
| Licht (-73 kg)       | CHN  | Shi Zhiyong      | VEN    | Julio Mayora         | INA   | Rahmat Erwin Abdullah |
| Midden (-81 kg)      | CHN  | Lyu Xiaojun      | DOM    | Zacarías Bonnat      | ITA   | Antonino Pizzolato    |
| Middenzwaar (-96 kg) | QAT  | Fares El-Bakh    | VEN    | Keydomar Vallenilla  | GEO   | Anton Pliesnoi        |
| Zwaar (-109 kg)      | UZB  | Akbar Djoerajev  | ARM    | Simon Martirosjan    | LAT   | Artūrs Plēsnieks      |
| Superzwaar (+109 kg) | GEO  | Lasja Talachadze | IRI    | Ali Davoudi          | SYR   | Man Asaad             |

Vrouwen
| Onderdeel           | Goud | Goud           | Zilver | Zilver                | Brons | Brons               |
| ------------------- | ---- | -------------- | ------ | --------------------- | ----- | ------------------- |
| Vlieg (-48 kg)      | CHN  | Hou Zhihui     | IND    | Saikhom Mirabai Chanu | INA   | Windy Cantika Aisah |
| Veder (-55 kg)      | PHI  | Hidilyn Diaz   | CHN    | Liao Qiuyun           | KAZ   | Zoelfia Tsjinsjanlo |
| Licht (-59 kg)      | TPE  | Kuo Hsing-chun | TKM    | Polina Goerjeva       | JPN   | Mikiko Andoh        |
| Midden (-64 kg)     | CAN  | Maude Charron  | ITA    | Giorgia Bordignon     | TPE   | Chen Wen-huei       |
| Lichtzwaar (-76 kg) | ECU  | Neisi Dajomes  | USA    | Katherine Nye         | MEX   | Aremi Fuentes       |
| Zwaar (-87 kg)      | CHN  | Wang Zhouyu    | ECU    | Tamara Salazar        | DOM   | Crismery Santana    |
| Superzwaar (+87 kg) | CHN  | Li Wenwen      | GBR    | Emily Campbell        | USA   | Sarah Robles        |

## Golf
| Onderdeel | Goud | Goud              | Zilver | Zilver         | Brons | Brons           |
| --------- | ---- | ----------------- | ------ | -------------- | ----- | --------------- |
| Mannen    | USA  | Xander Schauffele | SVK    | Rory Sabbatini | TPE   | Pan Cheng-tsung |
|           |      |                   |        |                |       |                 |
| Vrouwen   | USA  | Nelly Korda       | JPN    | Mone Inami     | NZL   | Lydia Ko        |

## Gymnastiek

### Ritmische gymnastiek
| Onderdeel         | Goud   | Goud                                                                            | Zilver | Zilver                                                                                         | Brons | Brons                                                                                  |
| ----------------- | ------ | ------------------------------------------------------------------------------- | ------ | ---------------------------------------------------------------------------------------------- | ----- | -------------------------------------------------------------------------------------- |
| Meerkamp (v)      | Israël | Linoy Ashram                                                                    | ROC    | Dina Averina                                                                                   | BLR   | Alina Harnasko                                                                         |
| Meerkamp team (v) | BUL    | Simona Dyankova Stefani Kiryakova Madlen Radukanova Laura Traets Erika Zafirova | ROC    | Anastasia Bliznjoek Anastasia Maksimova Angelina Sjkatova Anastasia Tatareva Alisa Tisjtsjenko | ITA   | Martina Centofanti Agnese Duranti Alessia Maurelli Daniela Mogurean Martina Santandrea |

### Trampoline
| Onderdeel | Goud | Goud              | Zilver | Zilver       | Brons | Brons         |
| --------- | ---- | ----------------- | ------ | ------------ | ----- | ------------- |
| Mannen    | BLR  | Ivan Litvinovitsj | CHN    | Dong Dong    | NZL   | Dylan Schmidt |
|           |      |                   |        |              |       |               |
| Vrouwen   | CHN  | Zhu Xueying       | CHN    | Liu Lingling | GBR   | Bryony Page   |

### Turnen
Mannen
| Onderdeel     | Goud | Goud                                                            | Zilver | Zilver                                                      | Brons | Brons                                         |
| ------------- | ---- | --------------------------------------------------------------- | ------ | ----------------------------------------------------------- | ----- | --------------------------------------------- |
| Brug          | CHN  | Zou Jingyuan                                                    | GER    | Lukas Dauser                                                | TUR   | Ferhat Arıcan                                 |
| Paard voltige | GBR  | Max Whitlock                                                    | TPE    | Lee Chih-kai                                                | JPN   | Kazuma Kaya                                   |
| Rekstok       | JPN  | Daiki Hashimoto                                                 | CRO    | Tin Srbić                                                   | ROC   | Nikita Nagorny                                |
| Ringen        | CHN  | Liu Yang                                                        | CHN    | You Hao                                                     | GRE   | Eleftherios Petrounias                        |
| Sprong        | KOR  | Shin Jea-hwan                                                   | ROC    | Denis Abljazin                                              | ARM   | Artur Davtyan                                 |
| Vloer         | ISR  | Artem Dolgopyat                                                 | ESP    | Rayderley Zapata                                            | CHN   | Xiao Ruoteng                                  |
| Meerkamp      | JPN  | Daiki Hashimoto                                                 | CHN    | Xiao Ruoteng                                                | ROC   | Nikita Nagorny                                |
| Meerkamp team | ROC  | Denis Abljazin David Beljavskij Artoer Dalalojan Nikita Nagorny | JPN    | Daiki Hashimoto Kazuma Kaya Takeru Kitazono Wataru Tanigawa | CHN   | Lin Chaopan Sun Wei Xiao Ruoteng Zou Jingyuan |

Vrouwen
| Onderdeel     | Goud | Goud                                                                       | Zilver | Zilver                                               | Brons   | Brons                                                           |
| ------------- | ---- | -------------------------------------------------------------------------- | ------ | ---------------------------------------------------- | ------- | --------------------------------------------------------------- |
| Balk          | CHN  | Guan Chenchen                                                              | CHN    | Tang Xijing                                          | USA     | Simone Biles                                                    |
| Brug ongelijk | BEL  | Nina Derwael                                                               | ROC    | Anastasija Iljankova                                 | USA     | Sunisa Lee                                                      |
| Sprong        | BRA  | Rebeca Andrade                                                             | USA    | MyKayla Skinner                                      | KOR     | Yeo Seo-jeong                                                   |
| Vloer         | USA  | Jade Carey                                                                 | ITA    | Vanessa Ferrari                                      | ROC JPN | Angelina Melnikova Mai Murakami                                 |
| Meerkamp      | USA  | Sunisa Lee                                                                 | BRA    | Rebeca Andrade                                       | ROC     | Angelina Melnikova                                              |
| Meerkamp team | ROC  | Lilia Achajmova Viktoria Listoenova Angelina Melnikova Vladislava Oerazova | USA    | Simone Biles Jordan Chiles Sunisa Lee Grace McCallum | GBR     | Jennifer Gadirova Jessica Gadirova Alice Kinsella Amelie Morgan |

## Judo
Mannen
| Onderdeel            | Goud | Goud            | Zilver | Zilver                 | Brons   | Brons                                |
| -------------------- | ---- | --------------- | ------ | ---------------------- | ------- | ------------------------------------ |
| Extra licht (-60 kg) | JPN  | Naohisa Takato  | TPE    | Yang Yung-wei          | FRA KAZ | Luka Mkheidze Yeldos Smetov          |
| Half licht (-66 kg)  | JPN  | Hifumi Abe      | GEO    | Vazja Margvelasjvili   | KOR BRA | An Ba-ul Daniel Cargnin              |
| Licht (-73 kg)       | JPN  | Shohei Ono      | GEO    | Lasja Sjavdatoeasjvili | KOR MGL | An Chang-rim Tsogtbaatar Tsend-Ochir |
| Half midden (-81 kg) | JPN  | Takanori Nagase | MGL    | Saeid Mollaei          | AUT BEL | Shamil Borchashvili Matthias Casse   |
| Midden (-90 kg)      | GEO  | Lasja Bekaoeri  | GER    | Eduard Trippel         | UZB HUN | Davlat Bobonov Krisztián Tóth        |
| Half zwaar (-100 kg) | JPN  | Aaron Wolf      | KOR    | Cho Gu-ham             | POR ROC | Jorge Fonseca Niaz Iliasov           |
| Zwaar (+100 kg)      | CZE  | Lukáš Krpálek   | GEO    | Goeram Toesjisjvili    | FRA ROC | Teddy Riner Tamerlan Basjajev        |

Vrouwen
| Onderdeel            | Goud | Goud                | Zilver | Zilver               | Brons   | Brons                                         |
| -------------------- | ---- | ------------------- | ------ | -------------------- | ------- | --------------------------------------------- |
| Extra licht (-48 kg) | KOS  | Distria Krasniqi    | JPN    | Funa Tonaki          | UKR MGL | Daria Bilodid Urantsetseg Munkhbat            |
| Half licht (-52 kg)  | JPN  | Uta Abe             | FRA    | Amandine Buchard     | GBR ITA | Chelsie Giles Odette Giuffrida                |
| Licht (-57 kg)       | KOS  | Nora Gjakova        | FRA    | Sarah-Léonie Cysique | CAN JPN | Jessica Klimkait Tsukasa Yoshida              |
| Half midden (-63 kg) | FRA  | Clarisse Agbegnenou | SLO    | Tina Trstenjak       | CAN ITA | Catherine Beauchemin-Pinard Maria Centracchio |
| Midden (-70 kg)      | JPN  | Chizuru Arai        | AUT    | Michaela Polleres    | NED ROC | Sanne van Dijke Madina Taimazova              |
| Half zwaar (-78 kg)  | JPN  | Shori Hamada        | FRA    | Madeleine Malonga    | BRA GER | Mayra Aguiar Anna-Maria Wagner                |
| Zwaar (+78 kg)       | JPN  | Akira Sone          | CUB    | Idalys Ortíz         | FRA AZE | Romane Dicko Irina Kindzerska                 |

Gemengd
| Onderdeel    | Goud | Goud | Zilver | Zilver | Brons | Brons |
| ------------ | --- | --- | --- | --- | --- | --- |
| Gemengd team | Frankrijk Clarisse Agbegnenou Amandine Buchard Sarah-Léonie Cysique Romane Dicko Madeleine Malonga Margaux Pinot Guillaume Chaine Axel Clerget Alexandre Iddir Kilian Le Blouch Teddy Riner | Frankrijk Clarisse Agbegnenou Amandine Buchard Sarah-Léonie Cysique Romane Dicko Madeleine Malonga Margaux Pinot Guillaume Chaine Axel Clerget Alexandre Iddir Kilian Le Blouch Teddy Riner | Japan Uta Abe Chizuru Arai Shori Hamada Akira Sone Miku Tashiro Tsukasa Yoshida Hifumi Abe Hisayoshi Harasawa Shoichiro Mukai Takanori Nagase Shohei Ono Aaron Wolf | Japan Uta Abe Chizuru Arai Shori Hamada Akira Sone Miku Tashiro Tsukasa Yoshida Hifumi Abe Hisayoshi Harasawa Shoichiro Mukai Takanori Nagase Shohei Ono Aaron Wolf | Duitsland Jasmin Grabowski Katharina Menz Giovanna Scoccimarro Theresa Stoll Martyna Trajdos Anna-Maria Wagner Johannes Frey Karl-Richard Frey Dominic Ressel Sebastian Seidl Eduard Trippel Igor Wandtke | Israël Raz Hershko Inbar Lanir Timna Nelson-Levy Shira Rishony Gili Sharir Tohar Butbul Li Kochman Sagi Muki Peter Paltchik Or Sasson Baruch Shmailov |

## Kanovaren
Slalom
| Onderdeel | Goud | Goud            | Zilver | Zilver            | Brons | Brons            |
| --------- | ---- | --------------- | ------ | ----------------- | ----- | ---------------- |
| C1 (m)    | SLO  | Benjamin Savšek | CZE    | Lukáš Rohan       | GER   | Sideris Tasiadis |
| K1 (m)    | CZE  | Jiří Prskavec   | SVK    | Jakub Grigar      | GER   | Hannes Aigner    |
|           |      |                 |        |                   |       |                  |
| C1 (v)    | AUS  | Jessica Fox     | GBR    | Mallory Franklin  | GER   | Andrea Herzog    |
| K1 (v)    | GER  | Ricarda Funk    | ESP    | Maialen Chourraut | AUS   | Jessica Fox      |

Vlakwater
| Onderdeel     | Goud | Goud                                                 | Zilver | Zilver                                                             | Brons | Brons                                                           |
| ------------- | ---- | ---------------------------------------------------- | ------ | ------------------------------------------------------------------ | ----- | --------------------------------------------------------------- |
| C1 1000 m (m) | BRA  | Isaquias Queiroz                                     | CHN    | Liu Hao                                                            | MDA   | Serghei Tarnovschi                                              |
| C2 1000 m (m) | CUB  | Fernando Jorge Serguey Torres                        | CHN    | Liu Hao Zheng Pengfei                                              | GER   | Sebastian Brendel Tim Hecker                                    |
| K1 0200 m (m) | HUN  | Sándor Tótka                                         | ITA    | Manfredi Rizza                                                     | GBR   | Liam Heath                                                      |
| K1 1000 m (m) | HUN  | Bálint Kopasz                                        | HUN    | Ádám Varga                                                         | POR   | Fernando Pimenta                                                |
| K2 1000 m (m) | AUS  | Thomas Green Jean van der Westhuyzen                 | GER    | Max Hoff Jacob Schopf                                              | CZE   | Josef Dostál Radek Šlouf                                        |
| K4 500 m (m)  | GER  | Max Rendschmidt Ronald Rauhe Tom Liebscher Max Lemke | ESP    | Saúl Craviotto Marcus Walz Carlos Arévalo Rodrigo Germade          | SVK   | Samuel Baláž Denis Myšák Erik Vlček Adam Botek                  |
|               |      |                                                      |        |                                                                    |       |                                                                 |
| C1 0200 m (v) | USA  | Nevin Harrison                                       | CAN    | Laurence Vincent Lapointe                                          | UKR   | Ljoedmila Loezan                                                |
| C2 0500 m (v) | CHN  | Xu Shixiao Sun Mengya                                | UKR    | Ljoedmila Loezan Anastasia Tjetverikova                            | CAN   | Katie Vincent Laurence Vincent Lapointe                         |
| K1 0200 m (v) | NZL  | Lisa Carrington                                      | ESP    | Teresa Portela                                                     | DEN   | Emma Jørgensen                                                  |
| K1 0500 m (v) | NZL  | Lisa Carrington                                      | HUN    | Tamara Csipes                                                      | DEN   | Emma Jørgensen                                                  |
| K2 0500 m (v) | NZL  | Lisa Carrington Caitlin Regal                        | POL    | Karolina Naja Anna Puławska                                        | HUN   | Dóra Bodonyi Danuta Kozák                                       |
| K4 0500 m (v) | HUN  | Dóra Bodonyi Tamara Csipes Anna Kárász Danuta Kozák  | BLR    | Volha Khudzenka Maryna Litvinchuk Marharyta Makhneva Nadzeya Papok | POL   | Justyna Iskrzycka Karolina Naja Anna Puławska Helena Wiśniewska |

## Karate
Mannen
| Onderdeel       | Goud | Goud             | Zilver | Zilver           | Brons   | Brons                                    |
| --------------- | ---- | ---------------- | ------ | ---------------- | ------- | ---------------------------------------- |
| Licht (-67 kg)  | FRA  | Steven Da Costa  | TUR    | Eray Şamdan      | JOR KAZ | Abdelrahman Al-Masatfa Darchan Assadilov |
| Midden (-75 kg) | ITA  | Luigi Busà       | AZE    | Rafajel Agchajev | UKR HUN | Stanislav Choroena Gábor Hárspataki      |
| Zwaar (+75 kg)  | IRI  | Sajjad Ganjzadeh | KSA    | Tareg Hamedi     | TUR JPN | Uğur Aktaş Ryutaro Araga                 |
| Kata            | JPN  | Ryo Kiyuna       | ESP    | Damián Quintero  | TUR USA | Ali Sofuoğlu Ariel Torres                |

Vrouwen
| Onderdeel       | Goud | Goud             | Zilver | Zilver              | Brons   | Brons                     |
| --------------- | ---- | ---------------- | ------ | ------------------- | ------- | ------------------------- |
| Licht (-55 kg)  | BUL  | Ivet Goranova    | UKR    | Anzjelika Terljoega | AUT TPE | Bettina Plank Wen Tzu-yun |
| Midden (-61 kg) | SRB  | Jovana Preković  | CHN    | Yin Xiaoyan         | TUR EGY | Merve Çoban Giana Lotfy   |
| Zwaar (+61 kg)  | EGY  | Feryal Abdelaziz | AZE    | Iryna Zaretska      | KAZ CHN | Sofja Beroeltseva Gong Li |
| Kata            | ESP  | Sandra Sánchez   | JPN    | Kiyou Shimizu       | ITA HKG | Viviana Bottaro Grace Lau |

## Klimsport
| Onderdeel | Goud | Goud                | Zilver | Zilver            | Brons | Brons          |
| --------- | ---- | ------------------- | ------ | ----------------- | ----- | -------------- |
| Mannen    | ESP  | Alberto Ginés López | USA    | Nathaniel Coleman | AUT   | Jakob Schubert |
|           |      |                     |        |                   |       |                |
| Vrouwen   | SLO  | Janja Garnbret      | JPN    | Miho Nonaka       | JPN   | Akiyo Noguchi  |

## Moderne vijfkamp
| Onderdeel | Goud | Goud        | Zilver | Zilver             | Brons | Brons          |
| --------- | ---- | ----------- | ------ | ------------------ | ----- | -------------- |
| Mannen    | GBR  | Joe Choong  | EGY    | Ahmed El-Gendy     | KOR   | Jun Woong-tae  |
|           |      |             |        |                    |       |                |
| Vrouwen   | GBR  | Kate French | LTU    | Laura Asadauskaitė | HUN   | Sarolta Kovács |

## Paardensport
| Onderdeel           | Goud | Goud | Zilver | Zilver | Brons | Brons |
| ------------------- | --- | --- | --- | --- | --- | --- |
| Dressuur            | GER | Jessica von Bredow-Werndl op TSF Dalera                                                                            | GER | Isabell Werth op Bella Rose 2                                                                                         | GBR | Charlotte Dujardin op Gio                                                                                      |
| Dressuur team       | Duitsland Jessica von Bredow-Werndl op TSF Dalera Dorothee Schneider op Showtime FRH Isabell Werth op Bella Rose 2 | Duitsland Jessica von Bredow-Werndl op TSF Dalera Dorothee Schneider op Showtime FRH Isabell Werth op Bella Rose 2 | Verenigde Staten Adrienne Lyle op Salvino Steffen Peters op Suppenkasper Sabine Schut-Kery op Sanceo                  | Verenigde Staten Adrienne Lyle op Salvino Steffen Peters op Suppenkasper Sabine Schut-Kery op Sanceo                  | Groot-Brittannië Charlotte Dujardin op Gio Charlotte Fry op Everdale Carl Hester op En Vogue                   | Groot-Brittannië Charlotte Dujardin op Gio Charlotte Fry op Everdale Carl Hester op En Vogue                   |
|                     | | | | | | |
| Eventing            | GER | Julia Krajewski op Amande de B'Neville                                                                             | GBR | Tom McEwen op Toledo de Kerser                                                                                        | AUS | Andrew Hoy op Vassily de Lassos                                                                                |
| Eventing team       | Groot-Brittannië Laura Collett op London 52 Tom McEwen op Toledo de Kerser Oliver Townend op Ballaghmor Class      | Groot-Brittannië Laura Collett op London 52 Tom McEwen op Toledo de Kerser Oliver Townend op Ballaghmor Class      | Australië Andrew Hoy op Vassily de Lassos Kevin McNab op Don Quidam Shane Rose op Virgil                              | Australië Andrew Hoy op Vassily de Lassos Kevin McNab op Don Quidam Shane Rose op Virgil                              | Frankrijk Karim Laghouag op Triton Fontaine Christopher Six op Totem de Breey Nicolas Touzaint op Absolut Gold | Frankrijk Karim Laghouag op Triton Fontaine Christopher Six op Totem de Breey Nicolas Touzaint op Absolut Gold |
|                     | | | | | | |
| Springconcours      | GBR | Ben Maher op Explosion W                                                                                           | SWE | Peder Fredricson op All In                                                                                            | NED | Maikel van der Vleuten op Beauville Z                                                                          |
| Springconcours team | Zweden Malin Baryard-Johnsson op Indiana Henrik von Eckermann op King Edward Peder Fredricson op All In            | Zweden Malin Baryard-Johnsson op Indiana Henrik von Eckermann op King Edward Peder Fredricson op All In            | Verenigde Staten Laura Kraut op Baloutinue Jessica Springsteen op Don Juan van de Donkhoeve McLain Ward op Contagious | Verenigde Staten Laura Kraut op Baloutinue Jessica Springsteen op Don Juan van de Donkhoeve McLain Ward op Contagious | België Pieter Devos op Claire Z Jérôme Guery op Quel Homme de Hus Grégory Wathelet op Nevados S                | België Pieter Devos op Claire Z Jérôme Guery op Quel Homme de Hus Grégory Wathelet op Nevados S                |

## Roeien
Mannen
| Onderdeel          | Goud | Goud | Zilver | Zilver | Brons | Brons |
| ------------------ | ---- | --- | ------ | --- | ----- | --- |
| Skiff              | GRE  | Stefanos Douskos | NOR    | Kjetil Borch | CRO   | Damir Martin |
| Lichte dubbel-twee | IRL  | Fintan McCarthy Paul O'Donovan                                                                                              | GER    | Jason Osborne Jonathan Rommelmann | ITA   | Stefano Oppo Pietro Ruta |
| Dubbel-twee        | FRA  | Matthieu Androdias Hugo Boucheron                                                                                           | NED    | Stef Broenink Melvin Twellaar | CHN   | Liu Zhiyu Zhang Liang |
| Twee-zonder        | CRO  | Martin Sinković Valent Sinković                                                                                             | ROU    | Marius Cozmiuc Ciprian Tudosă | DEN   | Joachim Sutton Frederic Vystavel                                                                                                |
| Dubbel-vier        | NED  | Koen Metsemakers Dirk Uittenbogaard Abe Wiersma Tone Wieten                                                                 | GBR    | Tom Barras Jack Beaumont Angus Groom Harry Leask                                                                                              | AUS   | Caleb Antill Jack Cleary Cameron Girdlestone Luke Letcher                                                                       |
| Vier-zonder        | AUS  | Jack Hargreaves Alexander Hill Alexander Purnell Spencer Turrin                                                             | ROU    | Ștefan Berariu Cosmin Pascari Mugurel Semciuc Mihăiță Țigănescu                                                                               | ITA   | Matteo Castaldo Marco di Constanzo Matteo Lodo Giuseppe Vicino                                                                  |
| Acht               | NZL  | Hamish Bond Sam Bosworth Michael Brake Shaun Kirkham Matt Macdonald Tom Mackintosh Tom Murray Dan Williamson Phillip Wilson | GER    | Laurits Follert Malte Jakschik Torben Johannesen Hannes Ocik Olaf Roggensack Martin Sauer Richard Schmidt Jakob Schneider Johannes Weißenfeld | GBR   | Josh Bugajski Jacob Dawson Charles Elwes Henry Fieldman Thomas Ford Tom George James Rudkin Mohamed Sbihi Oliver Wynne-Griffith |

Vrouwen
| Onderdeel          | Goud | Goud | Zilver | Zilver | Brons | Brons                                                                                             |
| ------------------ | ---- | --- | ------ | --- | ----- | ------------------------------------------------------------------------------------------------- |
| Skiff              | NZL  | Emma Twigg | ROC    | Hanna Prakatsen | AUT   | Magdalena Lobnig                                                                                  |
| Lichte dubbel-twee | ITA  | Federica Cesarini Valentina Rodini | FRA    | Claire Bové Laura Tarantola                                                                                                  | NED   | Marieke Keijser Ilse Paulis                                                                       |
| Dubbel-twee        | ROU  | Nicoleta-Ancuța Bodnar Simona Radiș | NZL    | Brooke Donoghue Hannah Osborne                                                                                               | NED   | Roos de Jong Lisa Scheenaard                                                                      |
| Twee-zonder        | NZL  | Kerri Gowler Grace Prendergast | ROC    | Jelena Orjabinskaja Vasilisa Stepanova                                                                                       | CAN   | Caileigh Filmer Hillary Janssens                                                                  |
| Dubbel-vier        | CHN  | Chen Yunxia Cui Xiaotong Lü Yang Zhang Ling                                                                                                  | POL    | Agnieszka Kobus Maria Sajdak Marta Wieliczko Katarzyna Zillmann                                                              | AUS   | Caitlin Cronin Harriet Hudson Rowena Meredith Ria Thompson                                        |
| Vier-zonder        | AUS  | Annabelle McIntyre Jessica Morrison Rosemary Popa Lucy Stephan                                                                               | NED    | Ymkje Clevering Karolien Florijn Ellen Hogerwerf Veronique Meester                                                           | IRL   | Emily Hegarty Aifric Keogh Eimear Lambe Fiona Murtagh                                             |
| Acht               | CAN  | Susanne Grainger Kasia Gruchalla-Wesierski Kristen Kit Madison Mailey Sydney Payne Andrea Proske Lisa Roman Christine Roper Avalon Wasteneys | NZL    | Kelsey Bevan Emma Dyke Jackie Gowler Kerri Gowler Ella Greenslade Grace Prendergast Beth Ross Caleb Shepherd (m) Lucy Spoors | CHN   | Guo Linlin Ju Rui Li Jingjing Miao Tian Wang Yuwei Wang Zifeng Xu Fei Zhang Dechang (m) Zhang Min |

## Schermen
Mannen
| Onderdeel   | Goud | Goud                                                      | Zilver | Zilver                                                               | Brons | Brons                                                       |
| ----------- | ---- | --------------------------------------------------------- | ------ | -------------------------------------------------------------------- | ----- | ----------------------------------------------------------- |
| Degen       | FRA  | Romain Cannone                                            | HUN    | Gergely Siklósi                                                      | UKR   | Igor Rejzlin                                                |
| Degen team  | JPN  | Koki Kano Kazuyasu Minobe Satoru Uyama Masaru Yamada      | ROC    | Sergei Bida Nikita Glazkov Sergei Chodos Pavel Soechov               | KOR   | Kweon Young-jun Ma Se-geon Park Sang-young Song Jae-ho      |
| Floret      | HKG  | Cheung Ka-long                                            | ITA    | Daniele Garozzo                                                      | CZE   | Alexander Choupenitch                                       |
| Floret team | FRA  | Erwann Le Péchoux Enzo Lefort Julien Mertine Maxime Pauty | ROC    | Anton Borodatsjev Kirill Borodatsjev Timoer Safin Vladislav Mylnikov | USA   | Race Imboden Nick Itkin Alexander Massialas Gerek Meinhardt |
| Sabel       | HUN  | Áron Szilágyi                                             | ITA    | Luigi Samele                                                         | KOR   | Kim Jung-hwan                                               |
| Sabel team  | KOR  | Gu Bon-gil Kim Jun-ho Kim Jung-hwan Oh Sang-uk            | ITA    | Enrico Berrè Luca Curatoli Aldo Montano Luigi Samele                 | HUN   | Tamás Decsi Csanád Gémesi András Szatmári Áron Szilágyi     |

Vrouwen
| Onderdeel   | Goud | Goud                                                                         | Zilver | Zilver                                                    | Brons | Brons                                                            |
| ----------- | ---- | ---------------------------------------------------------------------------- | ------ | --------------------------------------------------------- | ----- | ---------------------------------------------------------------- |
| Degen       | CHN  | Sun Yiwen                                                                    | ROU    | Ana Maria Popescu                                         | EST   | Katrina Lehis                                                    |
| Degen team  | EST  | Julia Beljajeva Irina Embrich Erika Kirpu Katrina Lehis                      | KOR    | Choi In-jeong Kang Young-mi Lee Hye-in Song Se-ra         | ITA   | Rossella Fiamingo Federica Isola Mara Navarria Alberta Santuccio |
| Floret      | USA  | Lee Kiefer                                                                   | ROC    | Inna Deriglazova                                          | ROC   | Larissa Korobejnikova                                            |
| Floret team | ROC  | Inna Deriglazova Larissa Korobejnikova Marta Martjanova Adelina Zagidoellina | FRA    | Anita Blaze Pauline Ranvier Ysaora Thibus                 | ITA   | Martina Batini Erica Cipressa Arianna Errigo Alice Volpi         |
| Sabel       | ROC  | Sofia Pozdnjakova                                                            | ROC    | Sofja Velikaja                                            | FRA   | Manon Brunet                                                     |
| Sabel team  | ROC  | Olga Nikitina Sofia Pozdnjakova Sofja Velikaja                               | FRA    | Cécilia Berder Manon Brunet Charlotte Lembach Sara Balzer | KOR   | Choi Soo-yeon Kim Ji-yeon Seo Ji-yeon Yoon Ji-su                 |

## Schietsport
Mannen
| Onderdeel            | Goud | Goud             | Zilver | Zilver           | Brons | Brons                 |
| -------------------- | ---- | ---------------- | ------ | ---------------- | ----- | --------------------- |
| 10 m luchtpistool    | IRI  | Javad Foroughi   | SRB    | Damir Mikec      | CHN   | Pang Wei              |
| 25 m snelvuurpistool | FRA  | Jean Quiquampoix | CUB    | Leuris Pupo      | CHN   | Li Yuehong            |
| 10 m luchtgeweer     | USA  | William Shaner   | CHN    | Sheng Lihao      | CHN   | Yang Haoran           |
| 50 m kkg 3-houdingen | CHN  | Zhang Changhong  | ROC    | Sergej Kamenskij | SRB   | Milenko Sebić         |
| Skeet                | USA  | Vincent Hancock  | DEN    | Jesper Hansen    | KUW   | Abdullah Al-Rashidi   |
| Trap                 | CZE  | Jiří Lipták      | CZE    | David Kostelecký | GBR   | Matthew Coward-Holley |

Vrouwen
| Onderdeel            | Goud | Goud                     | Zilver | Zilver                | Brons | Brons              |
| -------------------- | ---- | ------------------------ | ------ | --------------------- | ----- | ------------------ |
| 10 m luchtpistool    | ROC  | Vitalina Batsarasjkina   | BUL    | Antoaneta Kostadinova | CHN   | Jiang Ranxin       |
| 25 m sportpistool    | ROC  | Vitalina Batsarasjkina   | KOR    | Kim Min-jung          | CHN   | Xiao Jiaruixuan    |
| 10 m luchtgeweer     | CHN  | Yang Qian                | ROC    | Anastasija Galasjina  | SUI   | Nina Christen      |
| 50 m kkg 3-houdingen | SUI  | Nina Christen            | ROC    | Joelia Zykova         | ROC   | Joelia Karimova    |
| Skeet                | USA  | Amber English            | ITA    | Diana Bacosi          | CHN   | Wei Meng           |
| Trap                 | SVK  | Zuzana Rehák-Štefečeková | USA    | Kayle Browning        | SMR   | Alessandra Perilli |

Gemengd
| Onderdeel         | Goud | Goud                            | Zilver | Zilver                                   | Brons | Brons                             |
| ----------------- | ---- | ------------------------------- | ------ | ---------------------------------------- | ----- | --------------------------------- |
| 10 m luchtgeweer  | CHN  | Yang Qian Yang Haoran           | USA    | Mary Carolynn Tucker Lucas Kozeniesky    | ROC   | Joelia Karimova Sergej Kamenski   |
| 10 m luchtpistool | CHN  | Jiang Ranxin Pang Wei           | ROC    | Vitalina Batsarasjkina Artem Tsjernousov | UKR   | Olena Kostevytsj Oleg Omeltsjoek  |
| Trap              | ESP  | Fátima Gálvez Alberto Fernández | SMR    | Alessandra Perilli Gian Marco Berti      | USA   | Madelynn Ann Bernau Brian Burrows |

## Skateboarden
| Onderdeel  | Goud | Goud            | Zilver | Zilver         | Brons | Brons         |
| ---------- | ---- | --------------- | ------ | -------------- | ----- | ------------- |
| Park (m)   | AUS  | Keegan Palmer   | BRA    | Pedro Barros   | USA   | Cory Juneau   |
| Street (m) | JPN  | Yuto Horigome   | BRA    | Kelvin Hoefler | USA   | Jagger Eaton  |
|            |      |                 |        |                |       |               |
| Park (v)   | JPN  | Sakura Yosozumi | JPN    | Kokona Hiraki  | GBR   | Sky Brown     |
| Street (v) | JPN  | Momiji Nishiya  | BRA    | Rayssa Leal    | JPN   | Funa Nakayama |

## Surfen
| Onderdeel | Goud | Goud           | Zilver | Zilver           | Brons | Brons         |
| --------- | ---- | -------------- | ------ | ---------------- | ----- | ------------- |
| Mannen    | BRA  | Ítalo Ferreira | JPN    | Kanoa Igarashi   | AUS   | Owen Wright   |
|           |      |                |        |                  |       |               |
| Vrouwen   | USA  | Carissa Moore  | RSA    | Bianca Buitendag | JPN   | Amuro Tsuzuki |

## Taekwondo
| Onderdeel           | Goud | Goud                   | Zilver | Zilver                  | Brons   | Brons                             |
| ------------------- | ---- | ---------------------- | ------ | ----------------------- | ------- | --------------------------------- |
| Vlieg (-58 kg) (m)  | ITA  | Vito Dell'Aquila       | TUN    | Mohamed Khalil Jendoubi | ROC KOR | Mikhail Artamonov Jang Jun        |
| Licht (-68 kg) (m)  | UZB  | Ulugbek Rashitov       | GBR    | Bradly Sinden           | TUR CHN | Hakan Reçber Zhao Shuai           |
| Midden (-80 kg) (m) | ROC  | Maksim Chramtsov       | JOR    | Saleh Elsharabaty       | EGY CRO | Seif Eissa Toni Kanaet            |
| Zwaar (+80 kg) (m)  | ROC  | Vladislav Larin        | MKD    | Dejan Georgievski       | CUB KOR | Rafael Alba In Kyo-don            |
|                     |      |                        |        |                         |         |                                   |
| Vlieg (-49 kg) (v)  | THA  | Panipak Wongpattanakit | ESP    | Adriana Cerezo          | ISR SRB | Abishag Semberg Tijana Bogdanović |
| Licht (-57 kg) (v)  | USA  | Anastasija Zolotic     | ROC    | Tatjana Minina          | TUR TPE | Hatice Kübra İlgün Lo Chia-ling   |
| Midden (-67 kg) (v) | CRO  | Matea Jelić            | GBR    | Lauren Williams         | CIV EGY | Ruth Gbagbi Hedaya Malak          |
| Zwaar (+67 kg) (v)  | SRB  | Milica Mandić          | KOR    | Lee Da-bin              | FRA GBR | Althea Laurin Bianca Walkden      |

## Tafeltennis
| Onderdeel      | Goud | Goud                             | Zilver | Zilver                                         | Brons | Brons                                       |
| -------------- | ---- | -------------------------------- | ------ | ---------------------------------------------- | ----- | ------------------------------------------- |
| Enkelspel (m)  | CHN  | Ma Long                          | CHN    | Fan Zhendong                                   | GER   | Dimitrij Ovtcharov                          |
| Team (m)       | CHN  | Fan Zhendong Ma Long Xu Xin      | GER    | Timo Boll Patrick Franziska Dimitrij Ovtcharov | JPN   | Tomokazu Harimoto Jun Mizutani Koki Niwa    |
|                |      |                                  |        |                                                |       |                                             |
| Enkelspel (v)  | CHN  | Chen Meng                        | CHN    | Sun Yingsha                                    | JPN   | Mima Ito                                    |
| Team (v)       | CHN  | Chen Meng Sun Yingsha Wang Manyu | JPN    | Miu Hirano Kasumi Ishikawa Mima Ito            | HKG   | Doo Hoi Kem Lee Ho Ching Minnie Soo Wai Yam |
|                |      |                                  |        |                                                |       |                                             |
| Gemengd dubbel | JPN  | Mima Ito Jun Mizutani            | CHN    | Liu Shiwen Xu Xin                              | TPE   | Cheng I-ching Lin Yun-ju                    |

## Tennis
| Onderdeel          | Goud | Goud                                        | Zilver | Zilver                           | Brons | Brons                        |
| ------------------ | ---- | ------------------------------------------- | ------ | -------------------------------- | ----- | ---------------------------- |
| Enkelspel (m)      | GER  | Alexander Zverev                            | ROC    | Karen Chatsjanov                 | ESP   | Pablo Carreño Busta          |
| Dubbelspel (m)     | CRO  | Nikola Mektić Mate Pavić                    | CRO    | Marin Čilić Ivan Dodig           | NZL   | Marcus Daniell Michael Venus |
|                    |      |                                             |        |                                  |       |                              |
| Enkelspel (v)      | SUI  | Belinda Bencic                              | CZE    | Markéta Vondroušová              | UKR   | Elina Svitolina              |
| Dubbelspel (v)     | CZE  | Barbora Krejčíková Kateřina Siniaková       | SUI    | Belinda Bencic Viktorija Golubic | BRA   | Laura Pigossi Luisa Stefani  |
|                    |      |                                             |        |                                  |       |                              |
| Gemengd dubbelspel | ROC  | Anastasija Pavljoetsjenkova Andrej Roebljov | ROC    | Jelena Vesnina Aslan Karatsev    | AUS   | Ashleigh Barty John Peers    |

## Triatlon
| Onderdeel          | Goud | Goud                                                              | Zilver | Zilver                                                   | Brons | Brons                                                          |
| ------------------ | ---- | ----------------------------------------------------------------- | ------ | -------------------------------------------------------- | ----- | -------------------------------------------------------------- |
| Mannen             | NOR  | Kristian Blummenfelt                                              | GBR    | Alex Yee                                                 | NZL   | Hayden Wilde                                                   |
|                    |      |                                                                   |        |                                                          |       |                                                                |
| Vrouwen            | BER  | Flora Duffy                                                       | GBR    | Georgia Taylor-Brown                                     | USA   | Katie Zaferes                                                  |
|                    |      |                                                                   |        |                                                          |       |                                                                |
| Gemengde estafette | GBR  | Jessica Learmonth Georgia Taylor-Brown Jonathan Brownlee Alex Yee | USA    | Taylor Knibb Katie Zaferes Kevin McDowell Morgan Pearson | FRA   | Cassandre Beaugrand Léonie Périault Dorian Coninx Vincent Luis |

## Volleybal

### Beachvolleybal
| Onderdeel | Goud | Goud                       | Zilver | Zilver                                   | Brons | Brons                            |
| --------- | ---- | -------------------------- | ------ | ---------------------------------------- | ----- | -------------------------------- |
| Mannen    | NOR  | Anders Mol Christian Sørum | ROC    | Vjatsjeslav Krasilnikov Oleg Stojanovski | QAT   | Ahmed Tijan Cherif Younousse     |
|           |      |                            |        |                                          |       |                                  |
| Vrouwen   | USA  | Alix Klineman April Ross   | AUS    | Mariafe Artacho del Solar Taliqua Clancy | SUI   | Joana Heidrich Anouk Vergé-Dépré |

## Wielersport

### Baan
| Onderdeel              | Goud | Goud                                                               | Zilver | Zilver                                                            | Brons | Brons                                                                  |
| ---------------------- | ---- | ------------------------------------------------------------------ | ------ | ----------------------------------------------------------------- | ----- | ---------------------------------------------------------------------- |
| Keirin (m)             | GBR  | Jason Kenny                                                        | MAS    | Azizulhasni Awang                                                 | NED   | Harrie Lavreysen                                                       |
| Olympische sprint (m)  | NED  | Harrie Lavreysen                                                   | NED    | Jeffrey Hoogland                                                  | GBR   | Jack Carlin                                                            |
| Koppelkoers (m)        | DEN  | Lasse Norman Hansen Michael Mørkøv                                 | GBR    | Ethan Hayter Matthew Walls                                        | FRA   | Donavan Grondin Benjamin Thomas                                        |
| Omnium (m)             | GBR  | Matthew Walls                                                      | NZL    | Campbell Stewart                                                  | ITA   | Elia Viviani                                                           |
| Ploegachtervolging (m) | ITA  | Simone Consonni Filippo Ganna Francesco Lamon Jonathan Milan       | DEN    | Lasse Norman Hansen Niklas Larsen Frederik Madsen Rasmus Pedersen | AUS   | Leigh Howard Kelland O'Brien Alexander Porter Lucas Plapp Sam Welsford |
| Team sprint (m)        | NED  | Roy van den Berg Matthijs Büchli Jeffrey Hoogland Harrie Lavreysen | GBR    | Jack Carlin Jason Kenny Ryan Owens                                | FRA   | Florian Grengbo Rayan Helal Sébastien Vigier                           |
|                        |      |                                                                    |        |                                                                   |       |                                                                        |
| Keirin (v)             | NED  | Shanne Braspennincx                                                | NZL    | Ellesse Andrews                                                   | CAN   | Lauriane Genest                                                        |
| Olympische sprint (v)  | CAN  | Kelsey Mitchell                                                    | UKR    | Olena Starikova                                                   | HKG   | Lee Wai Sze                                                            |
| Koppelkoers (v)        | GBR  | Katie Archibald Laura Kenny                                        | DEN    | Amalie Dideriksen Julie Leth                                      | ROC   | Goelnaz Chatoentseva Maria Novolodskaja                                |
| Omnium (v)             | USA  | Jennifer Valente                                                   | JPN    | Yumi Kajihara                                                     | NED   | Kirsten Wild                                                           |
| Ploegachtervolging (v) | GER  | Franziska Brauße Lisa Brennauer Lisa Klein Mieke Kröger            | GBR    | Katie Archibald Elinor Barker Neah Evans Laura Kenny Josie Knight | USA   | Chloé Dygert Megan Jastrab Jennifer Valente Emma White Lily Williams   |
| Team sprint (v)        | CHN  | Bao Shanju Zhong Tianshi                                           | GER    | Lea Sophie Friedrich Emma Hinze                                   | ROC   | Darja Sjmeleva Anastasia Vojnova                                       |

### BMX
| Onderdeel     | Goud | Goud                  | Zilver | Zilver         | Brons | Brons           |
| ------------- | ---- | --------------------- | ------ | -------------- | ----- | --------------- |
| Freestyle (m) | AUS  | Logan Martin          | VEN    | Daniel Dhers   | GBR   | Declan Brooks   |
| Race (m)      | NED  | Niek Kimmann          | GBR    | Kye Whyte      | COL   | Carlos Ramírez  |
|               |      |                       |        |                |       |                 |
| Freestyle (v) | GBR  | Charlotte Worthington | USA    | Hannah Roberts | SUI   | Nikita Ducarroz |
| Race (v)      | GBR  | Bethany Shriever      | COL    | Mariana Pajón  | NED   | Merel Smulders  |

### Mountainbike
| Onderdeel | Goud | Goud         | Zilver | Zilver            | Brons | Brons           |
| --------- | ---- | ------------ | ------ | ----------------- | ----- | --------------- |
| Mannen    | GBR  | Tom Pidcock  | SUI    | Mathias Flückiger | ESP   | David Valero    |
|           |      |              |        |                   |       |                 |
| Vrouwen   | SUI  | Jolanda Neff | SUI    | Sina Frei         | SUI   | Linda Indergand |

### Weg
| Onderdeel        | Goud | Goud                 | Zilver | Zilver               | Brons | Brons                |
| ---------------- | ---- | -------------------- | ------ | -------------------- | ----- | -------------------- |
| Tijdrit (m)      | SLO  | Primož Roglič        | NED    | Tom Dumoulin         | AUS   | Rohan Dennis         |
| Wegwedstrijd (m) | ECU  | Richard Carapaz      | BEL    | Wout van Aert        | SLO   | Tadej Pogačar        |
|                  |      |                      |        |                      |       |                      |
| Tijdrit (v)      | NED  | Annemiek van Vleuten | SUI    | Marlen Reusser       | NED   | Anna van der Breggen |
| Wegwedstrijd (v) | AUT  | Anna Kiesenhofer     | NED    | Annemiek van Vleuten | ITA   | Elisa Longo Borghini |

## Worstelen

### Grieks-Romeins
Mannen
| Onderdeel            | Goud | Goud                      | Zilver | Zilver            | Brons   | Brons                                  |
| -------------------- | ---- | ------------------------- | ------ | ----------------- | ------- | -------------------------------------- |
| Bantam (-60 kg)      | CUB  | Luis Alberto Orta Sanchez | JPN    | Kenichiro Fumita  | ROC CHN | Sergej Jemelin Walihan Sailike         |
| Licht (-67 kg)       | IRI  | Mohammad Reza Geraei      | UKR    | Parviz Nasibov    | EGY GER | Mohamed Ibrahim El-Sayed Frank Stäbler |
| Welter (-77 kg)      | HUN  | Tamás Lőrincz             | KGZ    | Akzjol Machmoedov | AZE JPN | Rafig Hoesejnov Shohei Yabiku          |
| Midden (-87 kg)      | UKR  | Zjan Belenjoek            | HUN    | Viktor Lőrincz    | SRB GER | Zurab Datunashvili Denis Kudla         |
| Zwaar (-97 kg)       | ROC  | Moesa Jevlojev            | ARM    | Artoer Aleksanjan | POL IRI | Tadeusz Michalik Mohammad Hadi Saravi  |
| Superzwaar (-130 kg) | CUB  | Mijaín López              | GEO    | Iakobi Kajaia     | TUR ROC | Rıza Kayaalp Sergej Semenov            |

### Vrije stijl
Mannen
| Onderdeel            | Goud | Goud                    | Zilver | Zilver                       | Brons   | Brons                               |
| -------------------- | ---- | ----------------------- | ------ | ---------------------------- | ------- | ----------------------------------- |
| Bantam (-57 kg)      | ROC  | Zavoer Oegoejev         | IND    | Ravi Kumar Dahiya            | USA KAZ | Thomas Gilman Noerislam Sanajev     |
| Licht (-65 kg)       | JPN  | Takuto Otoguro          | AZE    | Haji Alijev                  | IND ROC | Bajrang Punia Gadzjimoerad Rasjidov |
| Welter (-74 kg)      | ROC  | Tsaurbek Sidakov        | BLR    | Mahamedkhabib Kadzimahamedau | UZB USA | Bekzod Abdoerakhmonov Kyle Dake     |
| Midden (-86 kg)      | USA  | David Taylor            | IRI    | Hassan Yazdani               | SMR ROC | Myles Amine Artoer Najfonov         |
| Zwaar (-97 kg)       | ROC  | Abdoelrasjid Sadoelajev | USA    | Kyle Frederick Snyder        | ITA CUB | Abraham Conyedo Reineris Salas      |
| Superzwaar (-125 kg) | USA  | Gable Steveson          | GEO    | Geno Petriasjvili            | TUR IRI | Taha Akgül Amir Hossein Zare        |

Vrouwen
| Onderdeel           | Goud | Goud                | Zilver | Zilver                 | Brons   | Brons                                       |
| ------------------- | ---- | ------------------- | ------ | ---------------------- | ------- | ------------------------------------------- |
| Vlieg (-50 kg)      | JPN  | Yui Susaki          | CHN    | Sun Yanan              | USA AZE | Sarah Hildebrandt Mariya Stadnik            |
| Bantam (-53 kg)     | JPN  | Mayu Mukaida        | CHN    | Pang Qianyu            | MGL BLR | Bat-Ochiryn Bolortuyaa Vanesa Kaladzinskaja |
| Welter (-57 kg)     | JPN  | Risako Kawai        | BLR    | Iryna Koeratsjkina     | USA BUL | Helen Maroulis Evelina Nikolova             |
| Midden (-62 kg)     | JPN  | Yukako Kawai        | KGZ    | Ajsoeloeoe Tynbybekova | UKR BUL | Iryna Koljadenko Taybe Mustafa Yusein       |
| Lichtzwaar (-68 kg) | USA  | Tamyra Stock Mensah | NGR    | Blessing Oborududu     | UKR KGZ | Alla Tsjerkasova Meerim Zjoemanazarova      |
| Zwaar (-76 kg)      | GER  | Aline Rotter-Focken | USA    | Adeline Gray           | TUR CHN | Yasemin Adar Zhou Qian                      |

## Zeilen
| Onderdeel                         | Goud | Goud                          | Zilver | Zilver                            | Brons | Brons                             |
| --------------------------------- | ---- | ----------------------------- | ------ | --------------------------------- | ----- | --------------------------------- |
| Eenpersoonsjol (finn) (m)         | GBR  | Giles Scott                   | HUN    | Zsombor Berecz                    | ESP   | Joan Cardona Méndez               |
| Eenpersoonsjol (laser) (m)        | AUS  | Matthew Wearn                 | CRO    | Tonči Stipanović                  | NOR   | Hermann Tomasgaard                |
| Tweepersoonsjol (470) (m)         | AUS  | Mathew Belcher William Ryan   | SWE    | Fredrik Bergström Anton Dahlberg  | ESP   | Nicolás Rodríguez Jordi Xammar    |
| Tweepersoonsjol (49er) (m)        | GBR  | Stuart Bithell Dylan Fletcher | NZL    | Peter Burling Blair Tuke          | GER   | Erik Heil Thomas Plößel           |
| Plankzeilen (rs:x) (m)            | NED  | Kiran Badloe                  | FRA    | Thomas Goyard                     | CHN   | Bi Kun                            |
|                                   |      |                               |        |                                   |       |                                   |
| Catamaran (nacra-17) (gemengd)    | ITA  | Caterina Banti Ruggero Tita   | GBR    | Anna Burnet John Gimson           | GER   | Alica Stuhlemmer Paul Kohlhoff    |
|                                   |      |                               |        |                                   |       |                                   |
| Eenpersoonsjol (laser radial) (v) | DEN  | Anne-Marie Rindom             | SWE    | Josefin Olsson                    | NED   | Marit Bouwmeester                 |
| Tweepersoonsjol (470) (v)         | GBR  | Eilidh McIntyre Hannah Mills  | POL    | Jolanta Ogar Agnieszka Skrzypulec | FRA   | Camille Lecointre Aloïse Retornaz |
| Tweepersoonsjol (49er FX) (v)     | BRA  | Martine Grael Kahena Kunze    | GER    | Susann Beucke Tina Lutz           | NED   | Annemiek Bekkering Annette Duetz  |
| Plankzeilen (rs:x) (v)            | CHN  | Lu Yunxiu                     | FRA    | Charline Picon                    | GBR   | Emma Wilson                       |

## Zwemsporten

### Langebaanzwemmen
Mannen
Vrouwen
| Onderdeel       | Goud | Goud | Zilver | Zilver                                                                                               | Brons | Brons |
| --------------- | ---- | --- | ------ | --- | ----- | --- |
| 50 m vrij       | AUS  | Emma McKeon                                                                                                | SWE    | Sarah Sjöström                                                                                       | DEN   | Pernille Blume                                                                                                   |
| 100 m vrij      | AUS  | Emma McKeon                                                                                                | HKG    | Siobhán Haughey                                                                                      | AUS   | Cate Campbell |
| 200 m vrij      | AUS  | Ariarne Titmus                                                                                             | HKG    | Siobhan Haughey                                                                                      | CAN   | Penelope Oleksiak                                                                                                |
| 400 m vrij      | AUS  | Ariarne Titmus                                                                                             | USA    | Katie Ledecky                                                                                        | CHN   | Li Bingjie |
| 800 m vrij      | USA  | Katie Ledecky                                                                                              | AUS    | Ariarne Titmus                                                                                       | ITA   | Simona Quadarella                                                                                                |
| 1500 m vrij     | USA  | Katie Ledecky                                                                                              | USA    | Erica Sullivan                                                                                       | GER   | Sarah Köhler |
| 100 m rug       | AUS  | Kaylee McKeown                                                                                             | CAN    | Kylie Masse                                                                                          | USA   | Regan Smith |
| 200 m rug       | AUS  | Kaylee McKeown                                                                                             | CAN    | Kylie Masse                                                                                          | AUS   | Emily Seebohm |
| 100 m school    | USA  | Lydia Jacoby                                                                                               | RSA    | Tatjana Schoenmaker                                                                                  | USA   | Lilly King |
| 200 m school    | RSA  | Tatjana Schoenmaker                                                                                        | USA    | Lilly King                                                                                           | USA   | Annie Lazor |
| 100 m vlinder   | CAN  | Margaret MacNeil                                                                                           | CHN    | Zhang Yufei                                                                                          | AUS   | Emma McKeon |
| 200 m vlinder   | CHN  | Zhang Yufei                                                                                                | USA    | Regan Smith                                                                                          | USA   | Hali Flickinger                                                                                                  |
| 200 m wissel    | JPN  | Yui Ohashi                                                                                                 | USA    | Alex Walsh                                                                                           | USA   | Kate Douglass |
| 400 m wissel    | JPN  | Yui Ohashi                                                                                                 | USA    | Emma Weyant                                                                                          | USA   | Hali Flickinger                                                                                                  |
| 4x 100 m vrij   | AUS  | Bronte Campbell Cate Campbell Meg Harris Emma McKeon Mollie O'Callaghan Madison Wilson                     | CAN    | Margaret MacNeil Penny Oleksiak Taylor Ruck Kayla Sanchez Rebecca Smith                              | USA   | Erika Brown Natalie Hinds Catie DeLoof Simone Manuel Allison Schmitt Olivia Smoliga Abbey Weitzeil               |
| 4x 200 m vrij   | CHN  | Dong Jie Li Bingjie Tang Muhan Yang Junxuan Zhang Yifan Zhang Yufei                                        | USA    | Brooke Forde Katie Ledecky Paige Madden Katie McLaughlin Allison Schmitt Bella Sims                  | AUS   | Tamsin Cook Meg Harris Emma McKeon Leah Neale Mollie O'Callaghan Brianna Throssell Ariarne Titmus Madison Wilson |
| 4x 100 m wissel | AUS  | Cate Campbell Chelsea Hodges Emma McKeon Kaylee McKeown Mollie O'Callaghan Emily Seebohm Brianna Throssell | USA    | Erika Brown Claire Curzan Torri Huske Lydia Jacoby Lilly King Regan Smith Abbey Weitzeil Rhyan White | CAN   | Margaret MacNeil Kylie Masse Penny Oleksiak Sydney Pickrem Taylor Ruck Kayla Sanchez                             |

Gemengd

### Openwaterzwemmen
| Onderdeel | Goud | Goud              | Zilver | Zilver                | Brons | Brons                |
| --------- | ---- | ----------------- | ------ | --------------------- | ----- | -------------------- |
| 10 km (m) | GER  | Florian Wellbrock | HUN    | Kristóf Rasovszky     | ITA   | Gregorio Paltrinieri |
|           |      |                   |        |                       |       |                      |
| 10 km (v) | BRA  | Ana Marcela Cunha | NED    | Sharon van Rouwendaal | AUS   | Kareena Lee          |

### Schoonspringen
| Onderdeel                | Goud | Goud                   | Zilver | Zilver                                 | Brons | Brons                             |
| ------------------------ | ---- | ---------------------- | ------ | -------------------------------------- | ----- | --------------------------------- |
| 03 m plank (m)           | CHN  | Xie Siyi               | CHN    | Wang Zongyuan                          | GBR   | Jack Laugher                      |
| 03 m plank synchroon (m) | CHN  | Wang Zongyuan Xie Siyi | USA    | Andew Capobianco Michael Hixon         | GER   | Patrick Hausding Lars Rüdiger     |
| 10 m toren (m)           | CHN  | Cao Yuan               | CHN    | Yang Jian                              | GBR   | Tom Daley                         |
| 10 m toren synchroon (m) | GBR  | Tom Daley Matty Lee    | CHN    | Cao Yuan Chen Aisen                    | ROC   | Aleksandr Bondar Viktor Minibaev  |
|                          |      |                        |        |                                        |       |                                   |
| 03 m plank (v)           | CHN  | Shi Tingmao            | CHN    | Wang Han                               | USA   | Krysta Palmer                     |
| 03 m plank synchroon (v) | CHN  | Shi Tingmao Wang Han   | CAN    | Jennifer Abel Mélissa Citrini-Beaulieu | GER   | Lena Hentschel Tina Punzel        |
| 10 m toren (v)           | CHN  | Quan Hongchan          | CHN    | Chen Yuxi                              | AUS   | Melissa Wu                        |
| 10 m toren synchroon (v) | CHN  | Chen Yuxi Zhang Jiaqi  | USA    | Jessica Parratto Delaney Schnell       | MEX   | Gabriela Agúndez Alejandra Orozco |

### Synchroonzwemmen
| Onderdeel | Goud | Goud | Zilver | Zilver                                                                                      | Brons | Brons |
| --------- | ---- | --- | ------ | ------------------------------------------------------------------------------------------- | ----- | --- |
| Duet      | ROC  | Svetlana Kolesnitsjenko Svetlana Romasjina | CHN    | Huang Xuechen Sun Wenyan                                                                    | UKR   | Marta Fiejedina Anastasia Savtsjoek |
| Team      | ROC  | Vlada Tsjigireva Marina Goliadkina Svetlana Kolesnitsjenko Polina Komar Aleksandra Patskevitsj Svetlana Romasjina Alla Sjisjkina Maria Sjoerotsjkina | CHN    | Feng Yu Guo Li Huang Xuechen Liang Xinping Sun Wenyan Wang Qianyi Xiao Yanning Yin Chengxin | UKR   | Maryna Aleksiiva Vladyslava Aleksiiva Marta Fiedina Kateryna Reznik Anastasiya Savchuk Alina Shynkarenko Kseniya Sydorenko Yelyzaveta Yakhno |

## Teamsporten
| Sport           | Sport       | Goud             | Zilver           | Brons                  |
| --------------- | ----------- | ---------------- | ---------------- | ---------------------- |
| Basketbal       | mannen      | Verenigde Staten | Frankrijk        | Australië              |
| Basketbal       | vrouwen     | Verenigde Staten | Japan            | Frankrijk              |
| Handbal         | mannen      | Frankrijk        | Denemarken       | Spanje                 |
| Handbal         | vrouwen     | Frankrijk        | Russische ploeg  | Noorwegen              |
| Hockey          | mannen      | België           | Australië        | India                  |
| Hockey          | vrouwen     | Nederland        | Argentinië       | Groot-Brittannië       |
| Honk- & softbal | honkbal (m) | Japan            | Verenigde Staten | Dominicaanse Republiek |
| Honk- & softbal | softbal (v) | Japan            | Verenigde Staten | Canada                 |
| Rugby sevens    | mannen      | Fiji             | Nieuw-Zeeland    | Argentinië             |
| Rugby sevens    | vrouwen     | Nieuw-Zeeland    | Frankrijk        | Fiji                   |
| Voetbal         | mannen      | Brazilië         | Spanje           | Mexico                 |
| Voetbal         | vrouwen     | Canada           | Zweden           | Verenigde Staten       |
| Volleybal       | mannen      | Frankrijk        | Russische ploeg  | Argentinië             |
| Volleybal       | vrouwen     | Verenigde Staten | Brazilië         | Servië                 |
| Waterpolo       | mannen      | Servië           | Griekenland      | Hongarije              |
| Waterpolo       | vrouwen     | Verenigde Staten | Spanje           | Hongarije              |

Atletiek · Badminton · Basketbal · Boksen · Boogschieten · Gewichtheffen · Golf · Gymnastiek · Handbal · Hockey · Honkbal · Judo · Kanovaren · Karate · Klimsport · Moderne vijfkamp · Paardensport · Roeien · Rugby · Schermen · Schietsport · Schoonspringen · Skateboarden · Softbal · Surfen · Synchroonzwemmen · Taekwondo · Tafeltennis · Tennis · Triatlon · Voetbal · Volleybal · Waterpolo · Wielersport · Worstelen · Zeilen · Zwemmen